# Esarcato apostolico di Argentina dei Melchiti
L'esarcato apostolico di Argentina è una sede della Chiesa cattolica greco-melchita immediatamente soggetta alla Santa Sede. Nel 2023 contava 339.125 battezzati. La sede è vacante.

## Territorio
L'esarcato apostolico ha giurisdizione su tutti i fedeli della Chiesa cattolica greco-melchita residenti in Argentina.
Sede dell'esarcato è la città di Córdoba, dove si trova la cattedrale di San Giorgio.
Il territorio è suddiviso in 3 parrocchie: oltre alla cattedrale, la chiesa di San Giorgio a Rosario e la chiesa di Nostra Signora del Perpetuo Soccorso a Buenos Aires.

## Storia
L'esarcato apostolico è stato eretto il 21 marzo 2002 con la bolla Quandoquidem saeculorum di papa Giovanni Paolo II.

## Cronotassi dei vescovi
Si omettono i periodi di sede vacante non superiori ai 2 anni o non storicamente accertati.
- Georges Nicolas Haddad, S.M.S.P. (20 aprile 2002 - 19 dicembre 2005 dimesso)
- Jean-Abdo Arbach, B.C. (17 ottobre 2006 - 23 giugno 2012 nominato arcieparca di Homs dei Melchiti)
- Ibrahim Salameh, S.M.S.P. (15 agosto 2013 - 14 gennaio 2023 ritirato)
  - Sede vacante (dal 2023)
  - Jean Abou Charouche, dal 14 gennaio 2023 (amministratore apostolico)

## Statistiche
L'esarcato apostolico nel 2023 contava 339.125 battezzati.
| anno | popolazione | popolazione | popolazione | presbiteri | presbiteri | presbiteri | presbiteri                | diaconi | religiosi | religiosi | parrocchie |
| anno | battezzati  | totale      | %           | numero     | secolari   | regolari   | battezzati per presbitero | diaconi | uomini    | donne     | parrocchie |
| ---- | ----------- | ----------- | ----------- | ---------- | ---------- | ---------- | ------------------------- | ------- | --------- | --------- | ---------- |
| 2009 | 300.000     | ?           | ?           | 3          |            | 3          | 100.000                   |         | 3         |           | 3          |
| 2010 | 300.000     | ?           | ?           | 4          |            | 4          | 75.000                    |         | 4         |           | 3          |
| 2011 | 305.400     | ?           | ?           | 5          |            | 5          | 61.080                    | 1       | 5         |           | 3          |
| 2016 | 310.700     | ?           | ?           | 5          |            | 5          | 62.140                    | 1       | 5         |           | 3          |
| 2019 | 327.000     | ?           | ?           | 5          |            | 5          | 65.400                    | 1       | 5         |           | 3          |
| 2021 | 333.000     | ?           | ?           |            |            |            |                           |         |           | 1         | 3          |
| 2023 | 339.125     | ?           | ?           |            |            |            |                           |         |           | 1         | 3          |